# Viola Savoy
Viola Savoy (New York, 23 luglio 1899 – febbraio 1987) è stata un'attrice statunitense del cinema muto.
Fu, a quindici anni, una delle prime interpreti sullo schermo del personaggio di Alice nel film del 1915 Alice in Wonderland. Oltre ad Alice e The Spendthrift, del 1915, non si conoscono altri film dell'attrice.

## Filmografia
- Alice in Wonderland, regia di W.W. Young (1915)
- The Spendthrift, regia di Walter Edwin (1915)